# Reflexión Lésbico-Homosexual de América del Sur
Reflexión Lésbico-Homosexual de América del Sur fue un encuentro internacional de organizaciones LGBT realizado del 24 al 28 de noviembre de 1992 en El Canelo de Nos, en la comuna chilena de San Bernardo. Fue la primera reunión formal de agrupaciones destinadas a la defensa de los derechos LGBT en América del Sur.

## Historia
La reunión fue organizada por el Comité de Servicio Chileno Cuáquero (CSCH-C), filial local de la Sociedad Religiosa de los Amigos y que se había instalado en Chile en 1973. Desde marzo de 1992 la agrupación había iniciado la recolección de información para contactar a grupos LGBT de Sudamérica con el fin de armar un encuentro internacional, enviándoles un cuestionario que fue respondido por 25 agrupaciones que decidieron acudir al encuentro.
El encuentro se inició el 25 de noviembre de 1992 en el recinto denominado El Canelo de Nos, en la comuna de San Bernardo, con la participación de los grupos que contestaron la encuesta enviada por los cuáqueros; asistieron 34 personas de 23 asociaciones y se había solicitado que en las organizaciones mixtas se enviara dos representantes (un hombre y una mujer). Inicialmente el Movimiento de Liberación Homosexual (MOVILH), la Colectiva Lésbica Ayuquelén y Las Yeguas del Apocalipsis habían acordado no asistir al encuentro argumentando la presencia de organizaciones dedicadas a la lucha contra el VIH, lo que supuestamente desvirtuaba el propósito original de la reunión; no obstante lo anterior, tanto Ayuquelén como Las Yeguas del Apocalipsis desistieron de dicho acuerdo con el MOVILH y asistieron de todas formas a la Reflexión Lésbico-Homosexual de América del Sur.
El encuentro finalizó el 28 de noviembre, mediante la presentación de un texto denominado "Declaración de Nos". Entre los principales acuerdos que se tomaron en el encuentro estuvo fue exigir la derogación de la legislación que penalizaba la sodomía en Chile y Ecuador, denunciar los atropellos y allanamientos contra personas homosexuales, así como solicitar la inclusión de la «libre orientación sexual» en la Declaración Universal de los Derechos Humanos, y el esclarecimiento, juicio y sanción a los culpables de persecución, acoso y asesinato de personas en base a su orientación sexual.

## Participantes
| - Argentina - Comunidad Homosexual Argentina (CHA) - Gays por los Derechos Civiles (GaysDC) - Grupo de Investigación en Sexualidad e Interacción Social (ISIS) - Las Lunas y Las Otras - Brasil - ATOBÁ - Movimento de Emancipação Homossexual - Associação de Gays e Amigos de Nova Iguaçu (AGANI) - Grupo Gay de Bahía - Grupo Gay de Amazonas - Nuances - Rede de Informação Lésbica Um Outro Olhar - Chile - Colectiva Lésbica Ayuquelén - Lesbianas en Acción (LEA) - Taller Dignidad y Orgullo Sexual (DYOS) - Consuhomo - Liberho - Las Yeguas del Apocalipsis - Corporación Chilena de Prevención del Sida | - Ecuador - En Directo - Tal Para Cual - Paraguay - Grupo en formación con apoyo de Serpaj - Perú - Movimiento Homosexual de Lima (MHOL) - Uruguay - Homosexuales Unidos - Movimiento de Interacción Homosexual - Venezuela - Grupo Entendido |

Entre los activistas asistentes al encuentro se encontraban Carlos Jáuregui (GaysDC), Mónica Santino (CHA), Andrés Febbraio (ISIS), Alejandra Sardá (Las Lunas y Las Otras), Huides Cunha (Grupo Gay de Bahía), Adamor Guedes (Grupo Gay de Amazonas), Célio Golin (Nuances), Susana Peña (Ayuquelén), Jacqueline Prieto (LEA), Miguel Vargas Díaz (DYOS), Roberto Córdova (Consuhomo), Raúl Núñez (Liberho), Rebeca Sevilla (MHOL) y Edgar Carrasco (Entendido).